# لترون
لترون(Letron) نئوپان روکش شده با ملامینه را در اصطلاح لترون می‌نامند. این نوع روکش در سال ۱۹۶۳ میلادی توسط یک شرکت آلمانی فعال در صنعت کاغذ اختراع شد و به سرعت در صنایع چوب و مبلمان جای خود را باز نمود بطوری که امروزه بالاترین مصرف را در بین دیگر انواع روکش بخود اختصاص داده است.

## انواع لترون

### لترون با روکش کاغذی
این نوع روکش‌ها از کیفیت مناسبی برخوردار نبوده و فقط برای پوشش ورق خام لترون مورد استفاده
قرار می‌گیرند. در مقابل سایش و برخورد، مقاوم نبوده و معمولاً توصیه نمی‌شوند.

### لترون با روکش ملامینه (لامینت)
روکش ملامینه همانگونه که از نامش بر می‌آید، دارای سطحی ملامینی براق و همراه با
درخشندگی و انعکاس نور بوده و ضخامت مناسب آن، در کنار استحکام و دوام بیشتر،
نظر اکثریت مشتریان را به خود جلب می‌کند. لازم است ذکر شود، روکش ملامینه باعث می‌شود برش و کار بر روی لترون کمی دشوارتر گردد و دستگاه‌ها و ماشین آلات خاص خود را می‌طلبد.